# 新莊街

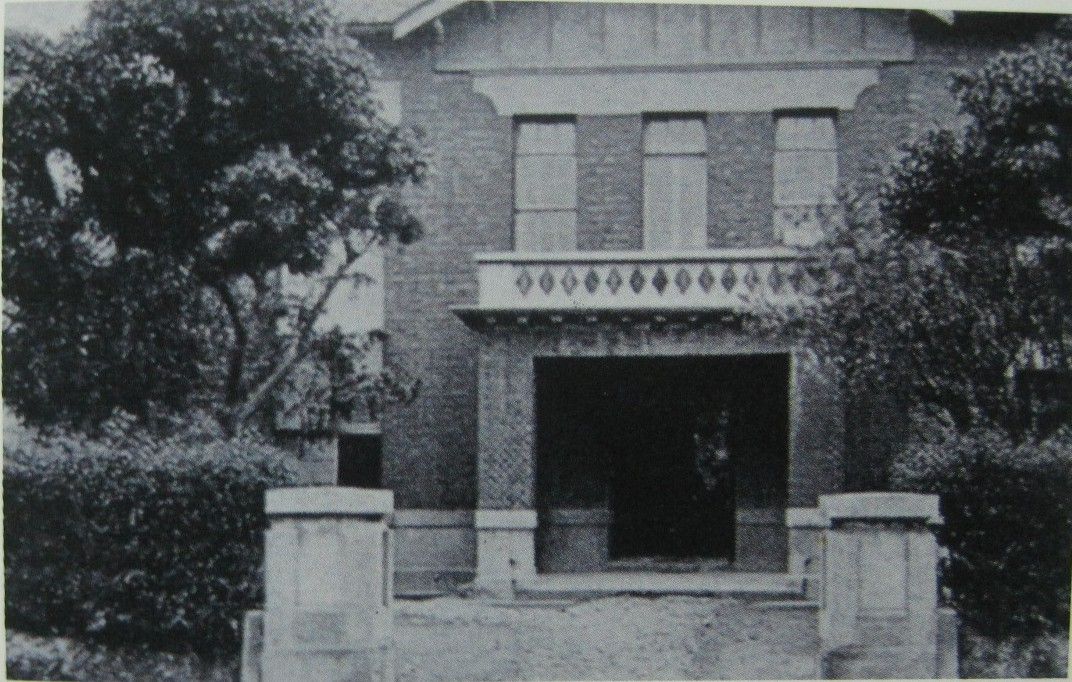
新莊街役場

新莊街為臺灣日治時期1920年至1945年間存在之行政區，轄屬台北州新莊郡，也是新莊郡的行政中心所在。今新北市新莊區及泰山區。

## 行政區劃
新莊地區在清治時期及日治時期初期屬擺接堡、興直堡、八里坌堡的街庄，在1895年6月隸屬「臺北縣直轄」及「淡水支廳」，在1897年7月1日隸屬「新庄辨務署」、「樹林口辨務署」。1898年6月28日，擺接堡及興直堡改隸「三角湧辨務署枋橋支署、新庄支署」，八里坌堡改隸「滬尾辨務署山腳庄支署」。1899年7月21日，枋橋支署及新庄支署改隸臺北辨務署。1901年11月11日，臺灣的行政區劃改為二十廳，新莊地區隸屬「臺北廳新庄支廳」。1901年12月17日，臺北廳劃分為39個區，新莊地區被劃分為第15、16、34、35區。1902年7月31日，八里坌堡實施街庄整併。1904年4月1日，興直堡、擺接堡實施街庄整併。1906年1月1日，臺北廳改設置以地名稱呼的28個區，新莊地區被劃分為新庄區、貴仔坑區。此時的街庄如下：
- 擺接堡：西盛
- 興直堡：新、頭前庄、中港厝庄、海山頭、營盤庄、桕子林庄、埤角庄
- 八里坌堡：山脚、楓樹脚庄、大窠坑庄、頂田心仔庄、義學庄、崎仔脚庄、貴仔坑庄、下坡角庄、十八份窠庄、頂坡角庄

1920年10月1日，原堡里之行政區廢除，街庄改為大字，「新庄」改為「新莊」；前述18庄合併為臺北州新莊郡「新莊街」，轄域內分為新莊、頭前、中港厝、海山頭、營盤、桕子林、西盛、埤角、十八分坑、頂坡角、山脚、楓樹脚、大窠坑、頂田心子、義學、崎子脚、貴子坑、下坡角等18個大字。
- 新莊大字下有「新莊」、「街後」小字名
- 頭前大字下有「頭前」、「茄苳脚」、「小田心子」小字名
- 海山頭大字下有「柴橋頭」、「石龜」、「三角子」小字名
- 營盤大字下有「營盤邊」、「營盤口」、「營盤前」小字名
- 西盛大字下有「西盛」、「桕子林」小字名
- 埤角大字下有「下埤角」、「頂埤角」小字名
- 十八分坑大字下有「十八分坑」、「長窠子」小字名
- 頂坡角大字下有「啞口坑」、「頂坡角」小字名
- 山脚大字下有「店子」、「吳厝窠」、「溝子墘」、「大窠口」小字名
- 楓樹脚大字下有「楓樹脚」、「下田心」小字名
- 大窠坑大字下有「大窠坑」、「柯厝坑」、「錢厝坑」、「橫窠子」、「犂頭窠」、「半山子」小字名
- 頂田心子大字下有「田心子」、「坡子頭」、「磚子厝」小字名
- 義學大字下有「義學頂」、「義學下」、「義學口」、「蘇厝窠」、「麻竹坑」小字名
- 崎子脚大字下有「崎子脚」、「大崎頭」小字名[9][10]

二戰後，新庄街在1946年劃為臺北縣新莊區新莊鎮。1950年3月1日成立泰山鄉，範圍包括日治時期上述後8個大字（即山脚、楓樹脚、大窠坑、頂田心子、義學、崎子脚、貴子坑、下坡角）。
| 1901年   | 1901年 | 1901年                 | 1906年   | 1906年   | 1920年-1945年 | 1920年-1945年 | 1950年 |
| 堡里     | 區     | 街庄                   | 區       | 街庄     | 街庄          | 大字          | 鄉鎮   |
| -------- | ------ | ---------------------- | -------- | -------- | ------------- | ------------- | ------ |
| 擺接堡   | 第15區 | 桕仔林、西盛           | 新庄區   | 西盛     | 新莊街        | 西盛          | 新莊鎮 |
| 興直堡   | 第15區 | 新庄街、街后           | 新庄區   | 新庄     | 新莊街        | 新莊          | 新莊鎮 |
| 興直堡   | 第15區 | 三角仔、石龜、柴橋頭   | 新庄區   | 海山頭   | 新莊街        | 海山頭        | 新莊鎮 |
| 興直堡   | 第15區 | 營盤                   | 新庄區   | 營盤     | 新莊街        | 營盤          | 新莊鎮 |
| 興直堡   | 第15區 | 後港仔                 | 新庄區   | 桕子林   | 新莊街        | 桕子林        | 新莊鎮 |
| 興直堡   | 第15區 | 頂坡角、下坡角         | 新庄區   | 埤角     | 新莊街        | 埤角          | 新莊鎮 |
| 興直堡   | 第16區 | 頭前庄、小田心仔、茄苳腳 | 新庄區   | 頭前     | 新莊街        | 頭前          | 新莊鎮 |
| 興直堡   | 第16區 | 中港厝                 | 新庄區   | 中港厝   | 新莊街        | 中港厝        | 新莊鎮 |
| 八里坌堡 | 第35區 | 貴仔坑                 | 貴仔坑區 | 十八份坑 | 新莊街        | 十八分坑      | 新莊鎮 |
| 八里坌堡 | 第35區 | 貴仔坑                 | 貴仔坑區 | 頂坡角   | 新莊街        | 頂坡角        | 新莊鎮 |
| 八里坌堡 | 第35區 | 貴仔坑                 | 貴仔坑區 | 崎仔脚   | 新莊街        | 崎子脚        | 泰山鄉 |
| 八里坌堡 | 第35區 | 貴仔坑                 | 貴仔坑區 | 貴仔坑   | 新莊街        | 貴子坑        | 泰山鄉 |
| 八里坌堡 | 第35區 | 貴仔坑                 | 貴仔坑區 | 下坡角   | 新莊街        | 下坡角        | 泰山鄉 |
| 八里坌堡 | 第35區 | 頂田心仔庄             | 貴仔坑區 | 頂田心仔 | 新莊街        | 頂田心子      | 泰山鄉 |
| 八里坌堡 | 第35區 | 頂田心仔庄             | 貴仔坑區 | 義學     | 新莊街        | 義學          | 泰山鄉 |
| 八里坌堡 | 第34區 | 店仔街                 | 貴仔坑區 | 山脚     | 新莊街        | 山脚          | 泰山鄉 |
| 八里坌堡 | 第34區 | 店仔街                 | 貴仔坑區 | 楓樹脚   | 新莊街        | 楓樹脚        | 泰山鄉 |
| 八里坌堡 | 第34區 | 大窠坑                 | 貴仔坑區 | 大窠坑   | 新莊街        | 大窠坑        | 泰山鄉 |

## 街長
- 林明德：1920年至1922年，曾任新庄區長
- 黃淵源：1924年至1930年，1920, 1935~1939新莊街協議會員，1923~1930台北州協議會員
- 阿久根巍：1931年至1934年，同時為新莊郵便局長
- 樫本加賀治：1935年至1936年，原任宜蘭郡役所庶務課屬
- 千葉授：1937年至1941年，原任臺北市役所稅務課屬
- 前神雄一：1942年至1945年，原任臺北地方法院書記[11]

## 設施

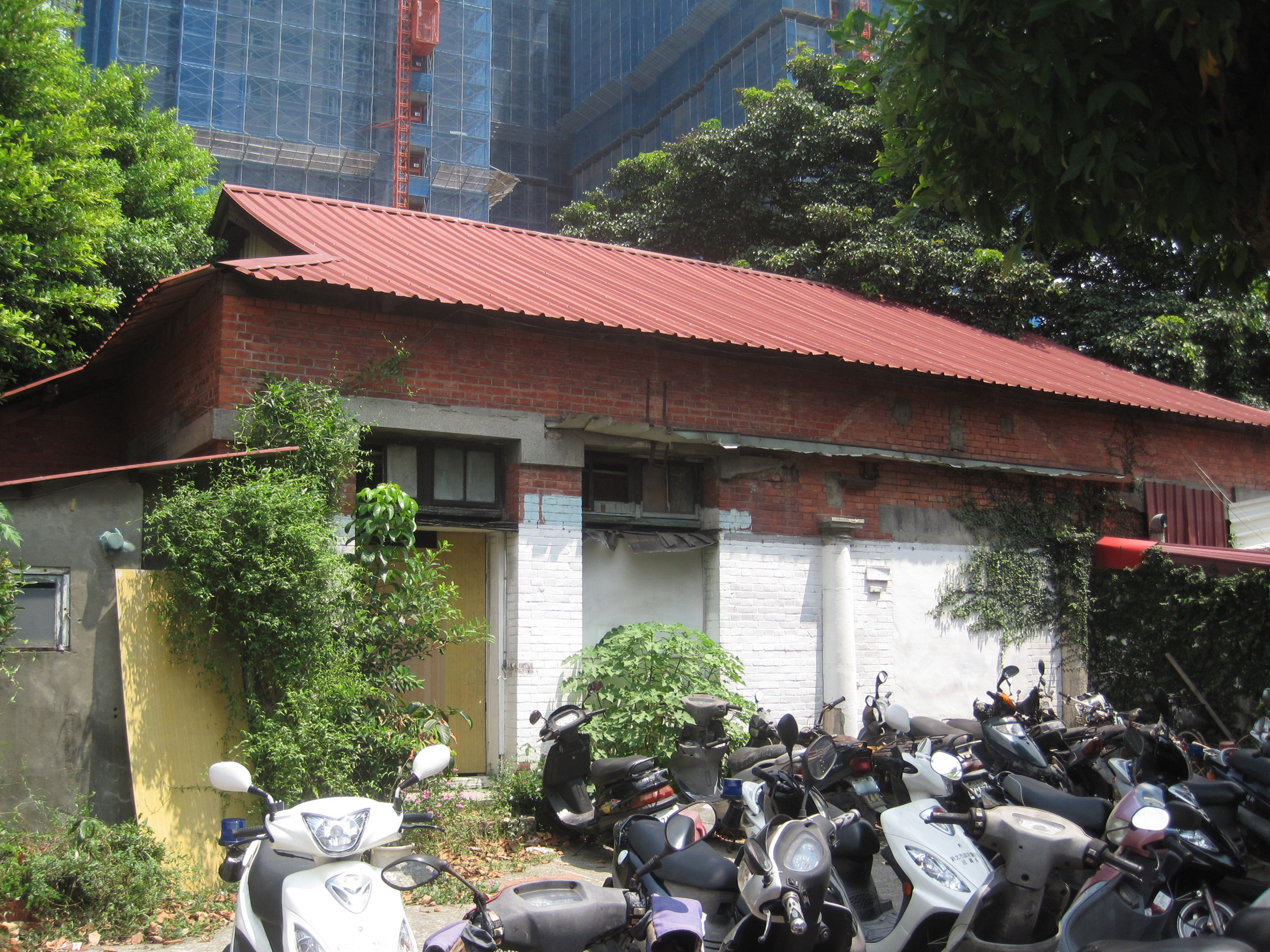
新莊武德殿

- 新莊郡役所新莊郡役所
- 新莊街役場
- 新莊郵便局
- 鐵道部新莊自動車停留所[12]
- 臺灣總督府樂生院

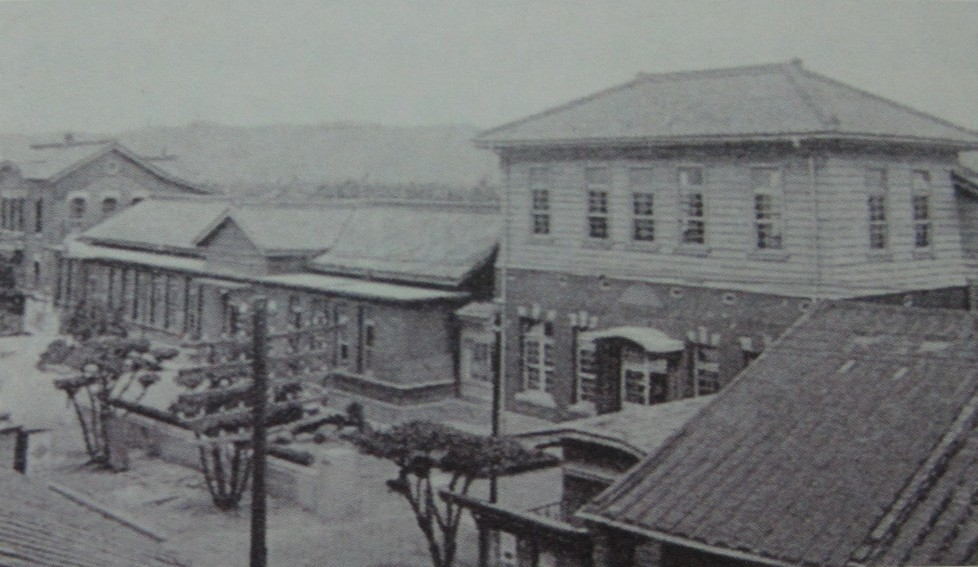
新莊郡役所

- 新莊尋常小學校→新莊國民學校（戰後廢校，原址在恆毅高中對面）

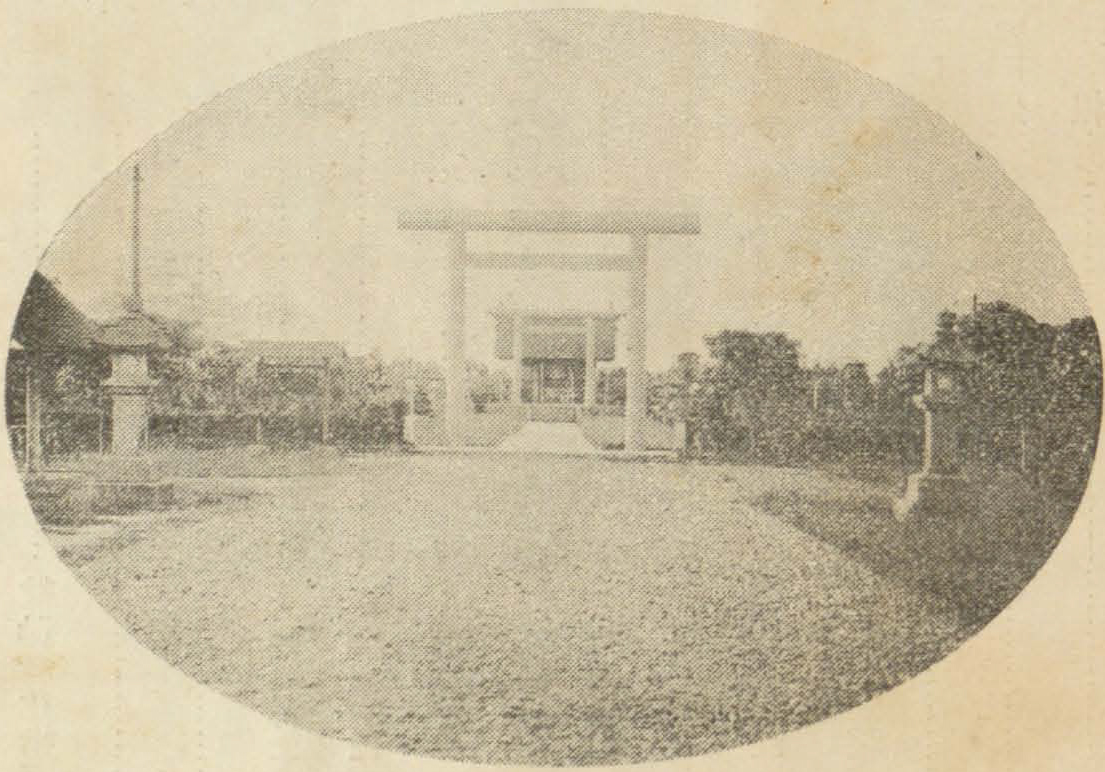
新莊神社

- 新莊公學校→新莊東國民學校（今新莊國小）
  - 西盛分教場（今民安國小）
- 山腳公學校→山腳國民學校（今泰山國小）
- 新莊神社新莊神社
- 臺灣電力株式會社新莊散宿所
- 新莊信用販賣購買利用組合（今新莊區農會）
- 新莊郡倉庫販賣購買利用組合
- 新莊自動車公司[12]
- 新莊武德殿新莊武德殿
- 新莊水道
- 新莊文庫：1923設立[13]
- 新莊市場：1912年設立[13]